# باشگاه فوتبال زنان بروسیا دورتموند
باشگاه فوتبال زنان بروسیا دورتموند (به آلمانی: Borussia Dortmund (Frauenfußball)) یک تیم فوتبال زنان آلمانی است که در دورتموند، ایالت نوردراین-وستفالن قرار دارد.
این باشگاه دو بار متوالی به دسته بالاتر صعود کرد، در سه فصل اول خود شکست‌ناپذیر بود، در نهایت به لیگ منطقه‌ای رسید و چهار بار متوالی قهرمان کرایسپوکال شد.

## تاریخچه
دپارتمان فوتبال زنان بروسیا دورتموند در سپتامبر ۲۰۲۰ اعلام شد. تیم اصلی در فصل ۲۲–۲۰۲۱ کرایس‌لیگا (لیگ هفتم) تحت مربیگری توماس سولفسکی، با بازیکنان حرفه‌ای سابق مانند کریستین تیم و آنیک کران به عنوان مشاور، فعالیت خود را آغاز کرد. در ۸ اوت ۲۰۲۱، ورزشگاه روته ارده میزبان اولین مسابقه تیم زنان بود که در آن آنها با نتیجهٔ ۳–۱ مقابل تی‌اس‌وی ۱۸۶۰ مونیخ پیروز شدند. در فصل ۲۴–۲۰۲۳، آنها به لیگ دسته چهارم وستفالن صعود کردند.
در ۲۷ آوریل ۲۰۲۵، رکورد حضور ۱۰،۰۰۰ تماشاگر در ورزشگاه روت ارده در پیروزی ۲–۱ مقابل شالکه، به ثبت رسید. یک ماه بعد، در ۱۱ مه، آنها پس از پیروزی قاطع ۷–۰ مقابل فورتونا فرویدنبرگ، با کسب مقام اول، به لیگ منطقه‌ای (دسته سوم) صعود کردند.
در ۱ ژوئن ۲۰۲۵، بروسیا دورتموند در فینال وستفالن‌پوکال، در مقابل ۱۰،۰۰۰ تماشاگر در ورزشگاه روته ارده، شالکه را با نتیجهٔ ۲–۰ شکست داد. این پیروزی، بروسیا دورتموند را برای اولین بار به پلی‌آف جام حذفی آلمان ۲۶–۲۰۲۵ راه داد.